# Andy McDermott
Andy McDermott (* 2. Juli 1974 in Halifax (West Yorkshire), England) ist ein britischer Thrillerautor.

## Leben
Andy McDermott arbeitete vor seiner schriftstellerischen Karriere als Journalist und Redakteur für verschiedene Magazine und Zeitschriften. Anschließend begann er mit dem Schreiben von Romanen. Sein erster Thriller "Die Jagd nach Atlantis" erschien 2007 bei Headline Publishing Group. In Deutschland erschien es 2008 im Goldmann Verlag. Inzwischen hat er fünf Nachfolgebände geschrieben, von denen der zweite ("Das Grab des Herkules") voraussichtlich im Frühjahr 2011 auf Deutsch erscheint.

## Stil
Andy McDermott schreibt Abenteuerthriller mit ausufernden Actioneinlagen, welche dem Stil von Matthew Reilly ähneln. Die Hauptperson ist die Archäologin Nina Wilde, stets unterstützt von ihrem Bodyguard Eddie Chase.
Es geht in jedem Roman um eine verschollene Zivilisation, Artefakte oder sonstige Themen rund um archäologische Bereiche.

## Werke
- The Hunt for Atlantis, 2007, ISBN 978-0-7553-3911-2, deutsch: „Die Jagd nach Atlantis“, 2008, ISBN 978-3-442-46644-3
- The Tomb of Hercules, 2008, ISBN 978-0-7553-3914-3, deutsch: „Das Grab des Herkules“, 2011, ISBN 978-3-442-47427-1
- The Secret of Excalibur, 2008
- The Covenant of Genesis, 2009, ISBN 978-0-7553-4553-3
- The Cult of Osiris, 2009
- The Vault of Shiva, 2010
- Empire of Gold, 2011